# Bolxoi Log (Altai)
|  | Per a altres significats, vegeu «Bolxoi Log». |

Bolxoi Log (en rus: Большой Лог) és un poble (possiólok) del krai de l'Altai, a Rússia, que el 2013 tenia 93 habitants.